# Paul Vorbeck

Paul Vorbeck

Paul Friedrich Franz Vorbeck (* 26. Juli 1899 in Tarnow; † 13. Dezember 1946) war ein deutscher Politiker (NSDAP).

## Leben und Wirken
Paul Vorbeck wurde als Sohn des Erbpächters Heinrich Jochim Vorbeck und dessen Frau Bertha Beata Margarethe, geb. Ewert (* 1870) geboren und am 20. August 1899 in der Kirche von Tarnow evangelisch-lutherisch getauft. Nach dem Besuch der Volksschule in Boitin und Tarnow war Paul Vorbeck in der Landwirtschaft seines Vaters tätig. Ab 1917 wurde er zum Reservebataillon 202 in Köpenick eingezogen, um später mit dem Landwehr-Infanterieregiment 75 am Ersten Weltkrieg teilzunehmen. Nach Kriegsende war er erneut in der Landwirtschaft seines Vaters tätig, die er 1931 übernahm.
1924 trat Vorbeck in die Deutschvölkische Freiheitspartei ein. Im Juni 1925 trat er in die NSDAP ein (Mitgliedsnummer: 7.831) und kandidierte bereits 1927 für den Landtag. Für diese übernahm er 1932 den Posten des Fraktionsführers der NSDAP-Fraktion in der Kreisvertretung von Güstrow. Außerdem wurde er Mitglied des Kreisausschusses Güstrow.
Nach der nationalsozialistischen Machtergreifung im Frühjahr 1933 fungierte Vorbeck als Kreisbauernführer des Kreises Güstrow.
Von 1932 bis zur Auflösung dieser Körperschaft im Herbst 1933 war Vorbeck Mitglied des Mecklenburgisch-Schweriner Landtages. Anschließend saß er von November 1933 bis März 1936 als Abgeordneter für den Wahlkreis 35 (Mecklenburg) im nationalsozialistischen Reichstag. Bei der Reichstagswahl am 29. März 1936 kandidierte er zwar erneut, erhielt aber diesmal kein Mandat mehr. Nachweislich war er einer der fünf Hauptdirektoren des Mecklenburgischen Ritterschaftlichen Kreditvereins mit Sitz in Rostock, u. a. neben Detlof von Oertzen.
Bis mindestens 1944 war Vorbeck Landwirt in Tarnow. Im Zuge der Bodenreform wurde er 1945 enteignet und ab Januar 1946 im sowjetischen Speziallager Fünfeichen interniert, wo er im Dezember 1946 ums Leben kam.